# Zaim
Zaim è un comune della Moldavia situato nel distretto di Căușeni di 4.657 abitanti al censimento del 2004.

## Località
Il comune è formato dall'insieme delle seguenti località: (popolazione 2004)
- Zaim (4.511 abitanti)
- Marianca de Sus (100 abitanti)
- Zaim Stația (46 abitanti)